# Мост Гогенцоллернов
Мост Гогенцоллернов (нем. Hohenzollernbrücke) — стальной арочный железнодорожный мост через реку Рейн, расположенный на расстоянии 688,5 км от истока в крупнейшем городе федеральной земли Северный Рейн-Вестфалия — Кёльне (Германия). Вместе с расположенными у разных концов моста вокзалами Кёльн и Кёльн–Мессе/Дойц является одним из важнейших железнодорожных узлов в Европе. В сутки по мосту проходит более 1200 составов.

Мост Гогенцоллернов расположен в непосредственной близости со знаменитым Кёльнским собором и наряду с ним является визитной карточкой города.
Выше по течению находится Мост Дойц, ниже — Зоопарковый мост.

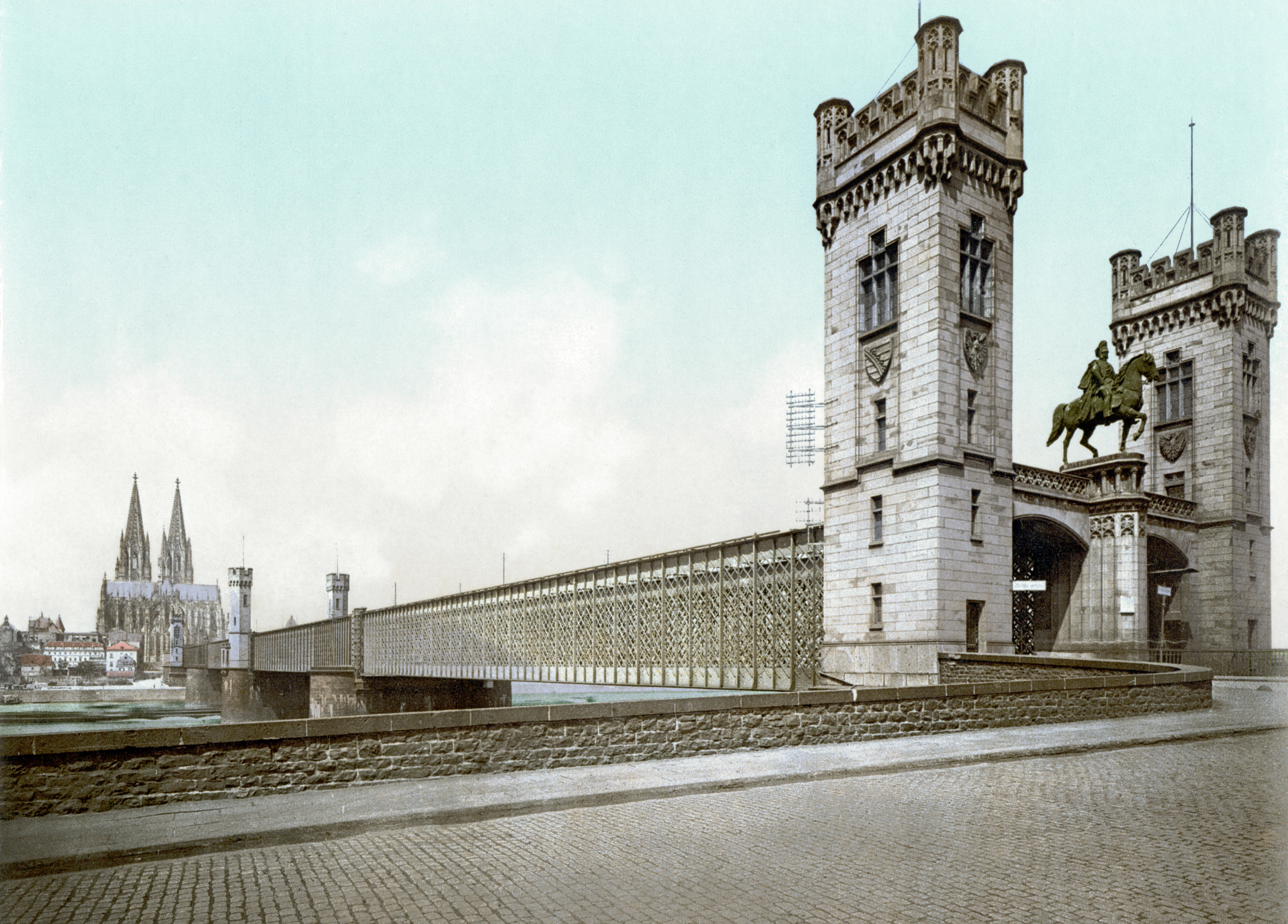
Соборный мост

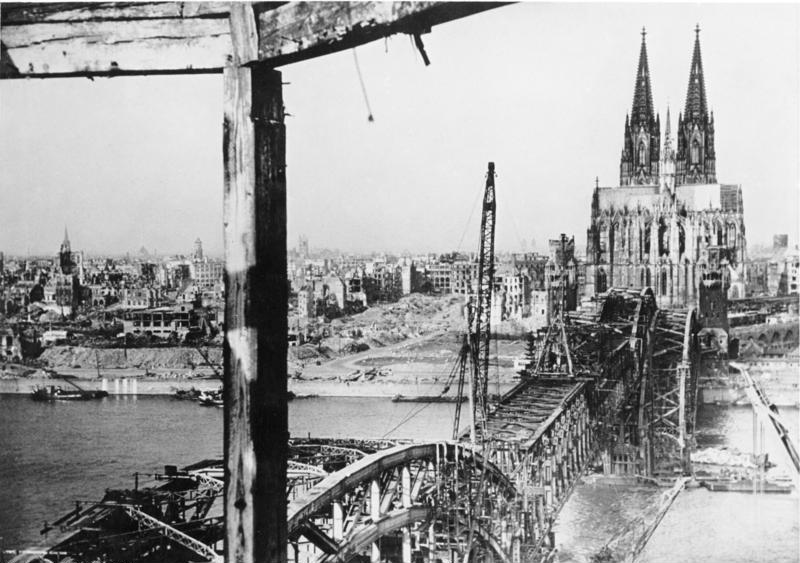
Послевоенное восстановление моста

## История
Одновременно с открытием кёльнского вокзала в 1859 году был открыт Соборный мост. В 1907 году не справлявшийся с возросшей интенсивностью движения Соборный мост был снесён и в июне того же года началось строительство нового моста. И хотя уже в то время целесообразность строительства моста, как и существование самого вокзала, рядом с Кёльнским собором оспаривались, тем не менее было принято решение о строительстве моста на том же месте. В 1911 году мост с четырьмя железнодорожными путями был открыт.
Въезд на мост был украшен неороманскими башнями, возведёнными по проекту берлинского архитектора Франца Швехтена. Неороманский стиль башен контрастировал с готической архитектурой Кёльнского собора. По обеим сторонам моста были установлены конные статуи прусских королей и германских императоров из династии Гогенцоллернов: Фридриха Вильгельма IV (скульптор — Густав Герман Блезер, Вильгельма I (скульптор — Фридрих Драке), Фридриха III и Вильгельма II (обе работы скульптора Луи Тюайона).
Во время Второй мировой войны мост Гогенцоллернов был самым загруженным железнодорожным мостом в Германии. Во время 262 бомбардировок Кёльна британской авиацией, главная из которых состоялась 30—31 мая 1942 года, мост сильно пострадал. Чтобы затруднить переход союзников через Рейн, 6 марта 1945 года мост был разрушен в результате подрыва его опор сапёрами вермахта.
Сразу по окончании Второй мировой войны началось восстановление моста. Движение по мосту было возобновлено 8 мая 1948 года по двум железнодорожным колеям. Башни у въезда на мост не восстанавливались и в 1958 году были полностью разобраны. Полностью восстановление моста с четырьмя железнодорожными путями завершилось в 1959 году. Стальные конструкции моста были изготовлены корпорацией «Krupp Maschinen- und Stahlbau», железобетонные — «Philipp Holzmann AG».
8 марта 1985 года начались работы по расширению моста Гогенцоллернов. В ходе модернизации было добавлено 2 железнодорожных пути и обустроены пешеходно-велосипедные дорожки шириной 3,5 м. Строительные работы завершились в 1989 году. При расширении моста полностью было сохранён архитектурный облик моста, хотя строительные технологии заметно отличались. Различия в технологиях хорошо заметны при взгляде на мост снизу.
Скульптуры моста

## Конструкция
- Полотно моста — сталь
- Опоры — железобетон
- Общая длина — 409,19 м
- Длина пролётов — 118,88 — 167,75 — 122,56 м
- Количество железнодорожных колей — 2 (в 1948 г.), 4 (в 1959 г.), 6 (в 1989 г.)
- Ширина железнодорожной части моста — 26,2 м
- Общая ширина моста — 29,5 м
- Стоимость строительства — 14 млн. марок